# Hyphalus madli
Hyphalus madli är en skalbaggsart som beskrevs av Carles Hernando och Ignacio Ribera 2004. Hyphalus madli ingår i släktet Hyphalus och familjen lerstrandbaggar. Inga underarter finns listade i Catalogue of Life.